# Fotballklubben Ørn-Horten
Il Fotballklubben Ørn-Horten è una società calcistica norvegese con sede nella città di Horten. Milita nella 2. divisjon, terza divisione del campionato norvegese.

## Storia
Il club fu fondato il 4 maggio 1904 e militò nella massima divisione norvegese per molti anni. Vinse quattro edizioni della Norgesmesterskapet, prima di finire nelle divisioni inferiori del calcio norvegese.

## Palmarès

### Competizioni nazionali
- Coppa di Norvegia: 4

1920, 1927, 1928, 1930
- 2. divisjon: 1

2000 (gruppo 3)
- 3. divisjon: 1

2013 (gruppo 5)

### Competizioni giovanili
- Norgesmesterskapet G19: 1

1988

### Altri piazzamenti
- Coppa di Norvegia:

Finalista: 1916, 1926, 1929, 1932
Semifinalista: 1908, 1910, 1913, 1915, 1918, 1922, 1925
- 3. divisjon:

Secondo posto: 2017 (gruppo 1)